# Élections législatives de 2012 dans le Puy-de-Dôme
Les élections législatives françaises de 2012 se déroulent les 10 et 17 juin 2012. Dans le département du Puy-de-Dôme, cinq députés sont à élire dans le cadre de cinq circonscriptions, soit une de moins que lors des législatures précédentes, en raison du redécoupage électoral.

## Élus
| Circonscription | Député sortant          | Parti | Parti | Groupe | Député élu ou réélu    | Parti          | Parti          | Groupe         |
| --------------- | ----------------------- | ----- | ----- | ------ | ---------------------- | -------------- | -------------- | -------------- |
| 1re             | Odile Saugues           |       | PS    | SRC    | Odile Saugues          |                | PS             | SRC            |
| 2e              | Alain Néri              |       | PS    | SRC    | Christine Pirès-Beaune |                | PS             | SRC            |
| 3e              | Louis Giscard d'Estaing |       | UMP   | UMP    | Danielle Auroi         |                | EELV           | ÉCOLO          |
| 4e              | Jean-Paul Bacquet       |       | PS    | SRC    | Jean-Paul Bacquet      |                | PS             | SRC            |
| 5e              | André Chassaigne        |       | PCF   | GDR    | André Chassaigne       |                | PCF            | GDR            |
| 6e              | Jean Michel             |       | PS    | SRC    | Siège supprimé         | Siège supprimé | Siège supprimé | Siège supprimé |

## Impact du redécoupage territorial
La disparition de la 6e circonscription (en fait, la 2e - l'ancienne 6e prenant ensuite le numéro 2), entraîne des modifications dans toutes les autres. Les cantons de Clermont-Ferrand-Sud et de Cournon d'Auvergne vont à la 1re ; ceux de Pont-du-Château, Saint-Dier-d'Auvergne et de Billom (sauf Pérignat-sur-Allier) à la 5e, qui prend aussi le canton d'Ennezat à l'ancienne 6e ; ceux d'Aubière, Clermont-Ferrand Sud-Est et de Vertaizon, comme Pérignat-sur-Allier, vont à la 4e, laquelle cède les cantons d'Ardes, Besse-et-Saint-Anastaise, Champeix, La Tour-d'Auvergne et de Tauves à la 3e, qui donne à son tour les cantons de Bourg-Lastic et d'Herment à la (nouvelle) 2e.

## Positionnement des partis
L'accord entre le PS et Europe Écologie Les Verts est en vigueur dans le département : le Parti socialiste soutient EÉLV dans la 3e circonscription. Dans les autres circonscriptions, chacun d'eux présente ses propres candidats. Conséquence de cet accord avec Europe Écologie Les Verts, le PS ne présentait des candidats que dans 4 circonscriptions sur 5.

## Résultats

### Résultats à l'échelle du département
| Parti          | Parti                                     | Premier tour | Premier tour | Second tour | Second tour | Sièges |
| Parti          | Parti                                     | Voix         | %            | Voix        | %           | Sièges |
| -------------- | ----------------------------------------- | ------------ | ------------ | ----------- | ----------- | ------ |
|                | Parti socialiste                          | 79 000       | 30,07        | 57 037      | 28,72       | 3      |
|                | Europe Écologie Les Verts                 | 24 288       | 9,24         | 26 958      | 13,58       | 1      |
|                | Divers gauche dont MRC                    | 1 627        | 0,62         |             |             | 0      |
|                | Majorité présidentielle                   | 104 915      | 39,93        | 83 995      | 42,29       | 4      |
|                |                                           |              |              |             |             |        |
|                | Union pour un mouvement populaire         | 66 948       | 20,88        | 77 359      | 38,95       | 0      |
|                | Nouveau centre                            | 1 625        | 0,62         |             |             | 0      |
|                | Parti radical                             | 711          | 0,27         | 0           |             |        |
|                | Droite parlementaire                      | 69 284       | 26,37        | 77 359      | 38,95       | 0      |
|                |                                           |              |              |             |             |        |
|                | Front de gauche                           | 43 561       | 16,58        | 37 257      | 18,76       | 1      |
|                | Front national                            | 27 512       | 10,47        |             |             | 0      |
|                | Mouvement démocrate                       | 8 397        | 3,20         | 0           |             |        |
|                | Extrême gauche dont LO et NPA             | 4 942        | 1,88         | 0           |             |        |
|                | Divers écologiste dont LT-LNÉ, MÉI et AÉI | 3 417        | 1,30         | 0           |             |        |
|                | Divers                                    | 692          | 0,26         | 0           |             |        |
|                |                                           |              |              |             |             |        |
| Inscrits       | Inscrits                                  | 448 947      | 100,00       | 353 645     | 100,00      | 5      |
| Abstentions    | Abstentions                               | 182 008      | 40,54        | 148 051     | 41,86       |        |
| Votants        | Votants                                   | 266 939      | 59,46        | 205 594     | 58,14       |        |
| Blancs et nuls | Blancs et nuls                            | 4 219        | 1,58         | 6 983       | 3,4         |        |
| Exprimés       | Exprimés                                  | 262 720      | 98,42        | 198 611     | 96,6        |        |

### Résultats par circonscription

#### Première circonscription (Clermont-Ferrand)
| Candidat       | Candidat                      | Parti               | Premier tour | Premier tour | Second tour | Second tour |  |
| Candidat       | Candidat                      | Parti               | Voix         | %            | Voix        | %           |  |
| -------------- | ----------------------------- | ------------------- | ------------ | ------------ | ----------- | ----------- |  |
|                | Odile Saugues sortante réélue | PS                  | 19 342       | 44,82        | 26 583      | 67,63       |  |
|                | Jean-Pierre Brenas            | UMP                 | 8 918        | 20,66        | 12 722      | 32,37       |  |
|                | Jacqueline Simon              | RBM (FN)            | 4 416        | 10,23        |             |             |  |
|                | Cyril Cineux                  | FG (PCF) (GU)       | 3 116        | 7,22         |             |             |  |
|                | Alain Laffont                 | NPA (GA, ALT, FASE) | 2 373        | 5,50         |             |             |  |
|                | Michel Fanget                 | CpF (MoDem)         | 2 087        | 4,84         |             |             |  |
|                | Yves Reverseau                | EÉLV                | 1 271        | 2,94         |             |             |  |
|                | Monique Bonnet                | MRC                 | 518          | 1,20         |             |             |  |
|                | Joëlle Girard                 | LT-LNÉ              | 361          | 0,84         |             |             |  |
|                | Véronique Sure                | AÉI                 | 260          | 0,60         |             |             |  |
|                | Saliha Denane                 | PRV                 | 253          | 0,59         |             |             |  |
|                | Marie Savre                   | LO                  | 243          | 0,56         |             |             |  |
|                |                               |                     |              |              |             |             |  |
| Inscrits       | Inscrits                      | Inscrits            | 80 630       | 100,00       | 80 629      | 100,00      |  |
| Abstentions    | Abstentions                   | Abstentions         | 36 908       | 45,77        | 39 506      | 49          |  |
| Votants        | Votants                       | Votants             | 43 722       | 54,23        | 41 123      | 51          |  |
| Blancs et nuls | Blancs et nuls                | Blancs et nuls      | 564          | 1,29         | 1 818       | 4,42        |  |
| Exprimés       | Exprimés                      | Exprimés            | 43 158       | 98,71        | 39 305      | 95,58       |  |

#### Deuxième circonscription (Riom)
| Candidat       | Candidat                    | Parti              | Premier tour | Premier tour | Second tour | Second tour |  |
| Candidat       | Candidat                    | Parti              | Voix         | %            | Voix        | %           |  |
| -------------- | --------------------------- | ------------------ | ------------ | ------------ | ----------- | ----------- |  |
|                | Christine Pirès-Beaune élue | PS                 | 20 299       | 38,77        | 30 454      | 59,52       |  |
|                | Lionel Muller               | UMP                | 13 817       | 26,39        | 20 711      | 40,48       |  |
|                | Pascal Estier               | FG (Divers gauche) | 7 401        | 14,14        |             |             |  |
|                | Gérald Perignon             | RBM (FN)           | 5 827        | 11,13        |             |             |  |
|                | Anne-Marie Regnoux          | CpF (MoDem)        | 1 588        | 3,03         |             |             |  |
|                | Agnès Mollon                | EÉLV               | 1 384        | 2,64         |             |             |  |
|                | Gisèle Dupré                | NC                 | 1 135        | 2,17         |             |             |  |
|                | Dominique Leclair           | LO                 | 349          | 0,67         |             |             |  |
|                | Jacques Montel              | AÉI                | 301          | 0,57         |             |             |  |
|                | Marie-Françoise Joët        | MÉI                | 254          | 0,49         |             |             |  |
|                | Audrey Pierrot              | Divers             | 1            | 0,00         |             |             |  |
|                |                             |                    |              |              |             |             |  |
| Inscrits       | Inscrits                    | Inscrits           | 85 929       | 100,00       | 86 222      | 100,00      |  |
| Abstentions    | Abstentions                 | Abstentions        | 32 587       | 37,92        | 33 229      | 38,54       |  |
| Votants        | Votants                     | Votants            | 53 342       | 62,08        | 52 993      | 61,46       |  |
| Blancs et nuls | Blancs et nuls              | Blancs et nuls     | 986          | 1,85         | 1 828       | 3,45        |  |
| Exprimés       | Exprimés                    | Exprimés           | 52 356       | 98,15        | 51 165      | 96,55       |  |

#### Troisième circonscription (Chamalières)
| Candidat       | Candidat                        | Parti          | Premier tour | Premier tour | Second tour | Second tour |  |
| Candidat       | Candidat                        | Parti          | Voix         | %            | Voix        | %           |  |
| -------------- | ------------------------------- | -------------- | ------------ | ------------ | ----------- | ----------- |  |
|                | Louis Giscard d'Estaing sortant | UMP            | 20 426       | 39,36        | 25 979      | 49,08       |  |
|                | Danielle Auroi élue             | EÉLV (PS)      | 18 901       | 36,42        | 26 958      | 50,92       |  |
|                | Patricia Guilhot                | FG (PG) (PCF)  | 4 192        | 8,08         |             |             |  |
|                | Marie-Christine Guibert         | RBM (FN)       | 3 929        | 7,57         |             |             |  |
|                | Stanislas Renié                 | CpF (MoDem)    | 1 313        | 2,53         |             |             |  |
|                | Philippe Gorce                  | MRC            | 1 109        | 2,14         |             |             |  |
|                | Gérard Weil                     | MOC            | 563          | 1,08         |             |             |  |
|                | Chantal Guillaumin              | LT-LNÉ         | 536          | 1,03         |             |             |  |
|                | Carole Saby                     | AÉI            | 302          | 0,58         |             |             |  |
|                | Michèle Aldon                   | NPA            | 253          | 0,49         |             |             |  |
|                | Claude Dufour                   | LO             | 242          | 0,47         |             |             |  |
|                | Arnaud Beils                    | S&P            | 125          | 0,24         |             |             |  |
|                |                                 |                |              |              |             |             |  |
| Inscrits       | Inscrits                        | Inscrits       | 86 568       | 100,00       | 86 560      | 100,00      |  |
| Abstentions    | Abstentions                     | Abstentions    | 33 870       | 39,13        | 32 357      | 37,38       |  |
| Votants        | Votants                         | Votants        | 52 698       | 60,87        | 54 203      | 62,62       |  |
| Blancs et nuls | Blancs et nuls                  | Blancs et nuls | 807          | 1,53         | 1 266       | 2,34        |  |
| Exprimés       | Exprimés                        | Exprimés       | 51 891       | 98,47        | 52 937      | 97,66       |  |

#### Quatrième circonscription (Issoire)
|                | Jean-Paul Bacquet sortant réélu | PS             | 28 372 | 50,91  |  |  |  |
|                | Bertrand Barraud                | UMP            | 11 851 | 21,27  |  |  |  |
|                | Dominique Morel                 | RBM (FN)       | 5 799  | 10,41  |  |  |  |
|                | Eléonor Perise                  | FG (PCF)       | 4 329  | 7,77   |  |  |  |
|                | Hélène Fourvel-Pelletier        | EÉLV           | 1 805  | 3,24   |  |  |  |
|                | Valérie Coudun                  | CpF (MoDem)    | 1 364  | 2,45   |  |  |  |
|                | Cécile Besnard                  | NC             | 490    | 0,88   |  |  |  |
|                | Alexandre Seytre                | LT-LNÉ         | 452    | 0,81   |  |  |  |
|                | Patrick Goyeau                  | NPA            | 427    | 0,77   |  |  |  |
|                | Pierre Fortier                  | AÉI            | 298    | 0,53   |  |  |  |
|                | Nathalie Courageot              | COM            | 290    | 0,52   |  |  |  |
|                | Alexandrine Salazar             | LO             | 251    | 0,45   |  |  |  |
|                |                                 |                |        |        |  |  |  |
| Inscrits       | Inscrits                        | Inscrits       | 95 541 | 100,00 |  |  |  |
| Abstentions    | Abstentions                     | Abstentions    | 38 978 | 40,8   |  |  |  |
| Votants        | Votants                         | Votants        | 56 563 | 59,2   |  |  |  |
| Blancs et nuls | Blancs et nuls                  | Blancs et nuls | 835    | 1,48   |  |  |  |
| Exprimés       | Exprimés                        | Exprimés       | 55 728 | 98,52  |  |  |  |

#### Cinquième circonscription (Thiers - Ambert)
| Candidat       | Candidat                       | Parti          | Premier tour | Premier tour | Second tour | Second tour |  |
| Candidat       | Candidat                       | Parti          | Voix         | %            | Voix        | %           |  |
| -------------- | ------------------------------ | -------------- | ------------ | ------------ | ----------- | ----------- |  |
|                | André Chassaigne sortant réélu | FG (PCF)       | 24 523       | 41,16        | 37 257      | 67,49       |  |
|                | Maxime Costilhes               | UMP            | 11 936       | 20,03        | 17 947      | 32,51       |  |
|                | Martine Munoz                  | PS             | 10 987       | 18,44        |             |             |  |
|                | Erik Faurot                    | RBM (FN)       | 7 541        | 12,66        |             |             |  |
|                | Michel Sauvade                 | CpF (MoDem)    | 2 045        | 3,43         |             |             |  |
|                | Hubert Constancias             | EÉLV           | 935          | 1,57         |             |             |  |
|                | Patricia Gerbaud               | PRV            | 452          | 0,76         |             |             |  |
|                | Philippe De Freitas            | LT-LNÉ         | 386          | 0,65         |             |             |  |
|                | Sandrine Clavières             | NPA            | 277          | 0,46         |             |             |  |
|                | Michèle Decombas               | AÉI            | 267          | 0,45         |             |             |  |
|                | Gabrielle Capron               | LO             | 227          | 0,38         |             |             |  |
|                |                                |                |              |              |             |             |  |
| Inscrits       | Inscrits                       | Inscrits       | 100 343      | 100,00       | 100 234     | 100,00      |  |
| Abstentions    | Abstentions                    | Abstentions    | 39 717       | 39,58        | 42 959      | 42,86       |  |
| Votants        | Votants                        | Votants        | 60 626       | 60,42        | 57 275      | 57,14       |  |
| Blancs et nuls | Blancs et nuls                 | Blancs et nuls | 1 050        | 1,73         | 2 071       | 3,62        |  |
| Exprimés       | Exprimés                       | Exprimés       | 59 576       | 98,27        | 55 204      | 96,38       |  |